# Hadrodontes cottrelli
Hadrodontes cottrelli är en fjärilsart som beskrevs av Van Someren 1963. Hadrodontes cottrelli ingår i släktet Hadrodontes och familjen praktfjärilar. Inga underarter finns listade i Catalogue of Life.